# Johann Hoffmann
Johann Hoffmann (Vienna, 5 gennaio 1908 – Vienna, 12 febbraio 1970) è stato un calciatore austriaco, di ruolo centrocampista o attaccante.

## Carriera
Esordì nel Rapid Vienna a 17 anni ricoprendo il ruolo di attaccante, per poi spostarsi sull'ala e finire infine per arretrare il suo raggio d'azione. Contemporaneamente perse spazio nelle gerarchie della squadra e nel 1931 si trasferì in seconda divisione al Weiße Elf Wien, lascondo il Rapid dopo aver vinto da comprimario due campionati (1929 e 1930). Nel 1932 si trasferì in Cecoslovacchia al DSV Saaz, fra le più forti squadre della parte tedesca della Boemia, dove trovò diversi connazionali ed ottenne una promozione in massima serie nel 1935. L'anno seguente cambiò ancora nazione trasferendosi allo Strasburgo allenato da Josef Blum, altra squadra dalla forte identità germanica. Con gli alsaziani raggiunse un terzo ed un sesto posto in campionato e perse una finale di Coppa di Francia contro il Sochaux, squadra a cui passò poi nel 1937-1938 e con cui vinse il campionato. L'anno seguente tornò infine a Vienna a chiudere la carriera.

## Palmarès

### Club

#### Competizioni nazionali
- Campionato austriaco: 2

Rapid Vienna: 1928-1929, 1929-1930
- Coppa d'Austria: 1

Rapid Vienna: 1926-1927
- Campionato francese: 1

Sochaux: 1937-1938

#### Competizioni internazionali
- Coppa dell'Europa Centrale: 1

Rapid Vienna: 1930